# Thea Rasche (Pilotin)

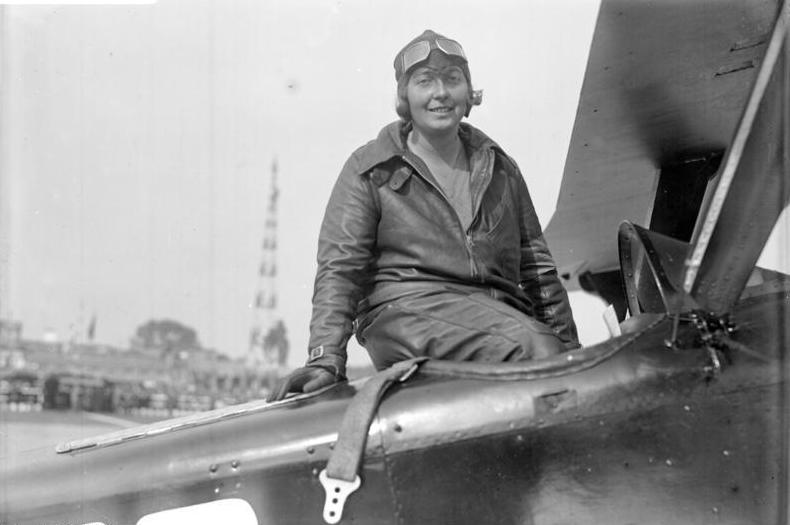
Thea Rasche, 1930

Theodora „Thea“ Rasche (* 12. August 1899 in Unna; † 25. Februar 1971 in Essen-Rüttenscheid) war eine deutsche Kunstfliegerin und zeitweilige Journalistin. In den USA The Flying Fräulein genannt, war sie die erste deutsche Frau mit Kunstflugschein und eine der international bekanntesten deutschen Fliegerinnen aller Zeiten.

## Leben
Thea Rasche stammte aus einer bürgerlichen Familie. Ihr Vater Wilhelm Rasche (* 1865, † 1935), Direktor der Essener Actien Brauerei, war ein strenger Mann, der den sportlichen Ambitionen seiner Tochter nicht immer positiv gegenüberstand. Ihre beiden Brüder fielen im Ersten Weltkrieg, woraufhin ihre Mutter depressiv wurde. Thea Rasche besuchte die Töchterschule in Essen und absolvierte ein Pensionatsjahr in Dresden. Ihr Vater drängte Thea, jung zu heiraten, damit er sein Vermögen einem männlichen Erben übergeben könne. Thea selbst jedoch träumte von Unabhängigkeit und Selbständigkeit. Gegen den Willen ihres Vaters ging sie nach Miesbach in Oberbayern, wo sie an der landwirtschaftlichen Frauenschule eine Ausbildung zur Landwirtin absolvierte. Wegen der Krankheit ihrer Mutter kehrte sie jedoch ohne Abschluss vorzeitig nach Berlin zurück, wo sie sich während einer mehrmonatigen Geschäftsreise ihres Vaters in Stenographie und Maschinenschreiben ausbilden ließ.
Als der Vater von seiner Reise zurückkehrte, präsentierte er seiner Tochter den Wunschschwiegersohn. Thea Rasche lehnte jedoch ab und nahm eine Stelle in Hamburg an. Der Lohn war so gering, dass sie sich die Heizkosten nicht leisten konnte und schwer krank bereits wenige Monate später wieder nach Hause gebracht wurde. Schließlich gab sie ihre Zustimmung zu der vom Vater gewünschten Heirat – um diese eine halbe Stunde vor der im Mai 1923 geplanten Trauung wieder zurückzuziehen. Sie verkaufte ihren Schmuck, nahm sich mit dem Geld eine Wohnung und suchte sich eine Stelle. Bald jedoch bat ihr Vater sie, die Mutter zu besuchen. Als sie zu Hause ankam, erlaubte er ihr nicht mehr, dass sie das Haus verließ.

### Ausbildung und erste Erfolge

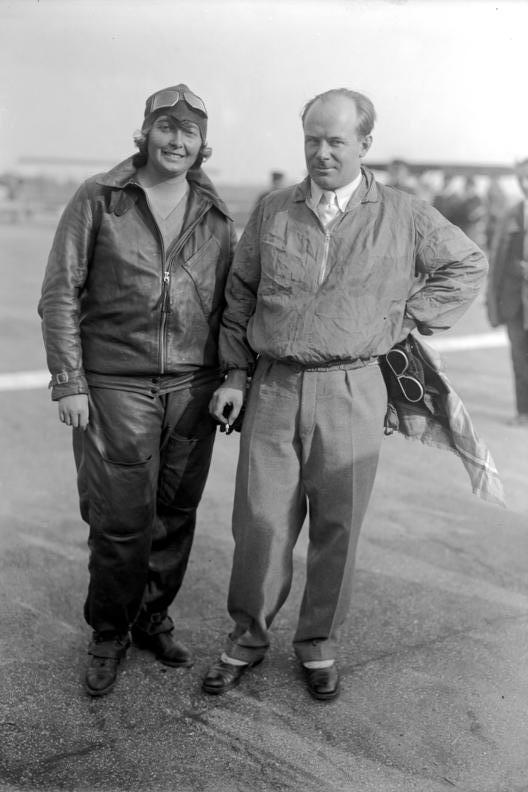
Thea Rasche und Ernst Udet, September 1928

Einige Monate später luden Bekannte aus Münster Thea Rasche zu sich ein, ihr Vater ließ sie reisen. Die Freunde führten eine Flugschule und ließen Thea fliegen. Wegen der nach dem Ersten Weltkrieg herrschenden Beschränkungen machte die Flugschule jedoch bald Konkurs. Thea Rasche begab sich in die Rhön, wo sie sich für das Segelfliegen begeisterte. Dort lernte sie Ernst Udet und Paul Bäumer kennen. Bäumer nahm sie als Flugschülerin an und bildete sie im Kunstflug aus. Am 23. Januar 1925 absolvierte sie den ersten Alleinflug einer Frau in Deutschland nach dem Ersten Weltkrieg. Danach erkrankte sie an einer schweren Diphtherie, die zu einem Herzfehler führte. Gegen den Rat ihrer Ärzte meldete sie sich zur Pilotenprüfung an. Um diese zu bestehen, musste sie die Strecke Bremen-Hannover-Hamburg fliegen und auf dem jeweiligen Flugplatz zwischenlanden. Ihre Maschine war wegen Geldmangels der Bäumer-Flugschule in einem desolaten Zustand – sie musste das Benzin während des Fliegens von Hand pumpen. Dazu herrschte äußerst schlechtes Wetter. Als sie in Hannover wegen des Sturms Startverbot bekam, nutzte sie die Wartezeit, um die Benzinpumpe und die Verkabelung zu reparieren. Trotz der widrigen Umstände konnte Thea Rasche am 27. November 1925 ihren Flugschein entgegennehmen. Gleich im Anschluss machte sie als erste deutsche Frau ihren Kunstflugschein.
In den Folgemonaten reiste Rasche mit Udet und Bäumer quer durch Deutschland und organisierte Flugtage und Flugvorführungen. Am Berliner Flugtag im September 1926 flog sie als einzige Frau unter 33 männlichen Fliegern. Da versprach ihr Vater ihr zu ihrer Überraschung ein eigenes Flugzeug. Im Frühjahr 1927 nahm sie ihren Flamingo – einen Doppeldecker vom Typ Udet U 12 „Flamingo“ – entgegen. Das Modell war Mitte der 1920er Jahre ein erfolgreiches deutsches Schulflugzeug; entworfen und gebaut von Ernst Udet. Im Essener „Industrierennen“ 1927 gewann Rasche als einzige weibliche Teilnehmerin den ersten Preis in ihrer Flugzeugklasse, den zweiten Preis im Gesamtwettbewerb und den ersten Preis im Geschicklichkeitsflug. Aus Freude über diese Erfolge schenkte ihr Vater ihr eine Reise in die USA.

### Reise in die USA, 1927

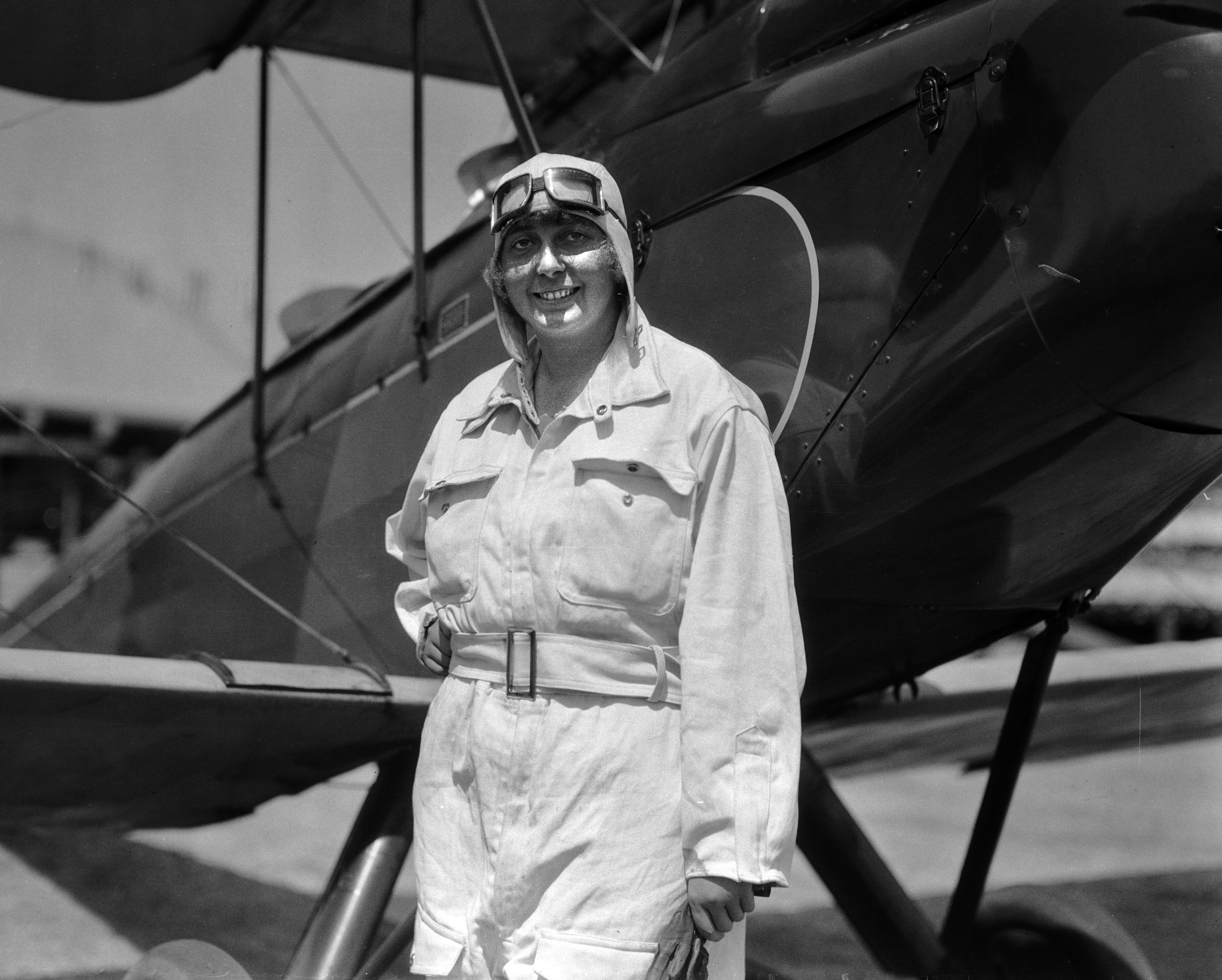
Thea Rasche vor ihrem Doppeldecker Flamingo in Los Angeles

Die populäre Fliegerin hatte mehrere Einladungen von Journalisten in die USA vorliegen und nahm sie an. Nach wenigen Tagen flog sie von Berlin über Essen nach Paris, wo sie von Admiral Richard Evelyn Byrd und Clarence Chamberlin zum Tee empfangen wurde und die Piloten Bernt Balchen und Acosta sowie General Ferdinand Foch kennenlernte. Anschließend flog sie nach Southampton weiter, wo sie ihre Flamingo zerlegte und an Bord des Schiffes Leviathan brachte. Am selben Tag erfuhr sie, dass ihr Freund und Lehrer Paul Bäumer über dem Öresund abgestürzt und zu Tode gekommen war. Die Seepassage nach New York verlief ruhig. Dort angekommen, wurden die amerikanischen Fliegerhelden Byrd und Chamberlin sowie The Flying Fräulein euphorisch willkommen geheißen.
Die Amerikaner konnten es zu diesem Zeitpunkt kaum glauben, dass eine Frau allein ein Flugzeug flog. Nachdem Thea Rasche einige Kunstflugfiguren über und um die Freiheitsstatue herum geflogen war, begegnete sie einem riesigen Enthusiasmus. Plötzlich wollten alle mit ihr fliegen und boten ihr viel Geld, um von ihr als Passagier mitgenommen zu werden. Sie bekam Hunderte von Einladungen aus allen Landesteilen. Auf ihrer Reise durch die USA hielt sie zahlreiche Reden und rief die Städte dazu auf, Flugplätze zu bauen. „Girls, lernt fliegen“ war ihr am häufigsten geäußerter Satz. Als erste Frau wurde sie in den Quieed Birdman, einen exklusiven Club US-amerikanischer Militärflieger, aufgenommen (neben Rasche waren Amelia Earhart und Ruth Elder die einzigen Frauen, die diese Ehre bekamen).
Am 12. August 1927 musste Rasche ihre Flamingo wegen Motorenproblemen notlanden. Beim Abschleppen ging das Flugzeug zu Bruch. Um Industriespionage zu verhindern, wurden die Überreste verbrannt. Nachdem aus Deutschland eine neue Flamingo geliefert worden war, machte Rasche eine US-Tournee im Auftrag der Regierung, um für den Bau von Flugplätzen zu werben. In einer Stadt hatte sie einen Unfall: der Motor ihrer Maschine setzte aus und sie wollte notlanden. Weil jedoch auf dem Flugplatz Tausende von Menschen standen, musste sie in einem naheliegenden Sumpf niedergehen. Sie trug eine Hirnerschütterung und einen schweren Schock davon und konnte einige Tage lang nicht richtig sprechen.
In Washington wurde sie von Präsident Calvin Coolidge empfangen und lernte dort auch Charles Lindbergh und Orville Wright kennen. Immer lauter wurden die Stimmen, die sie zu einem Atlantikflug aufforderten. Nachdem Lindbergh dies geschafft hatte, war es nur eine Frage der Zeit, dass die erste Frau dieses Unternehmen wagen sollte und Thea Rasche bekam zahlreiche Sponsoringangebote – unter der Bedingung, dass sie sich in den USA einbürgern ließ.

### Vereitelte Atlantiküberquerung

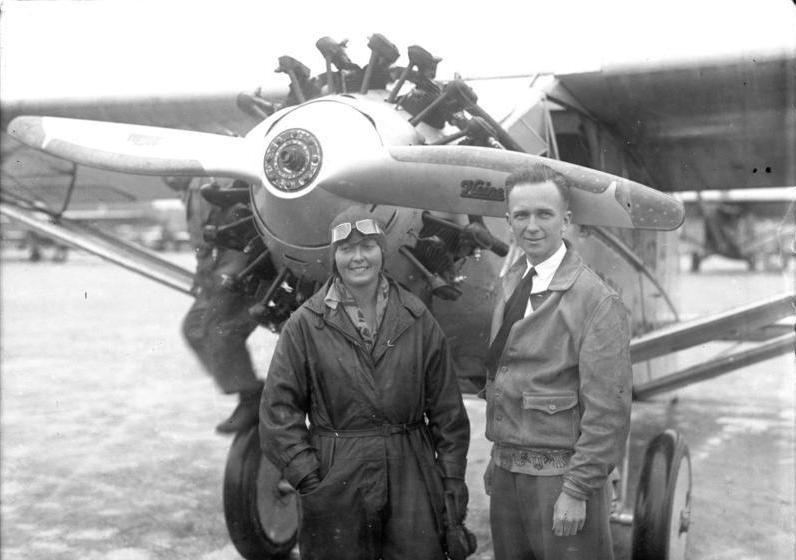
Thea Rasche mit Clarence Chamberlin, Mai 1928

Im August 1927, als Ruth Elder und Anne Löwenstein ankündigten, einen Transatlantikflug zu versuchen, kehrte Thea Rasche nach Deutschland zurück, um Geldgeber für eine ebensolche Unternehmung zu finden. Die deutsche Regierung war daran nicht interessiert – insbesondere dann nicht, wenn das Flugzeug von einer Frau gesteuert würde. Schließlich brachte sie 15.000 Mark an Spenden zusammen, mit denen sie sich in den USA ein Flugzeug bestellte. Zurück in den USA fing sie an, ihren Namen zu vermarkten, um mehr Geld zusammenzubringen: Sie verkaufte Thea-Rasche-Fliegerbrillen und Thea-Rasche-Fliegerkombinationen. Als sie das bestellte Flugzeug abholen wollte, erfuhr sie jedoch, dass ihr Geld veruntreut und das Flugzeug nie gebaut worden war.
Die millionenschwere Gesellschaftsdame Fifi Stillman hörte von Rasches Pech und beschloss spontan, sie zu unterstützen. Innerhalb von wenigen Tagen verfügte Thea Rasche über ein voll ausgerüstetes Flugzeug vom Typ Bellanca. Aber erst verhinderte schlechtes Wetter den Start, dann eine gerichtliche Verfügung, die der Deutschen den Start verbot. Erneut handelte Fifi Stillman und brachte Pilotin und Flugzeug von New York nach Kanada. Nach mehreren Fehlstarts auf der für das schwere Flugzeug ungeeigneten Piste verlor Mrs. Stillman jedoch das Interesse an der Unternehmung und entzog Thea Rasche ihre Unterstützung. Erneut saß Rasche nun auf dem amerikanischen Kontinent fest und durfte nicht fliegen.
In der Zwischenzeit hatte Amelia Earhart im Juni 1928 als erste Frau als Passagierin und Teil der Flugcrew den Atlantik überflogen. Enttäuscht kehrte Rasche mit einem Dampfschiff nach Deutschland zurück. In Deutschland wurde sie nicht freundlich empfangen: Ihre ehemaligen Finanzpartner (diejenigen, die sie betrogen hatten) hatten das Gerücht ausgestreut, sie wäre aus Feigheit nicht gestartet und hätte ihre Partner so um ihr Geld gebracht. Um für den Prozess gegen ihre ehemaligen Partner nach New York reisen zu können, verkaufte sie ihr Flugzeug. Sie gewann den Prozess und da sie kein Geld für die Rückfahrt mehr hatte, beschloss sie, in den USA zu bleiben. Ihrer Meinung nach waren dort die Möglichkeiten für einen weiblichen Piloten beträchtlich größer als in Europa.

### Powder Puff Derby, 1929
Für die Teilnahme am Cleveland Women’s Air Derby, dem ersten Luftrennen für Frauen, bot die US-amerikanische Moth Aircraft Corporation Rasche ein Flugzeug und die Deckung der anfallenden Kosten an. Bei ihrer Ankunft in Santa Monica sah Rasche sofort, dass sie mit ihrer Motte gegen die mit besseren Maschinen ausgerüsteten Konkurrentinnen keine Chance haben würde.
Für Rasche war es das erste Mal, dass sie mit anderen Fliegerinnen Kontakt hatte. Bisher hatte sie für diese wenig Respekt empfunden; insbesondere Amelia Earhart und Ruth Elder, welche beide in den USA über große Popularität verfügten, betrachtete sie mit Misstrauen und traute ihnen keine großen fliegerischen Leistungen zu. Das Zusammensein mit ihnen belehrte sie aber bald eines Besseren:

„Meine Konkurrentinnen waren ganz famose Mädels, und unter uns allen herrschte gleich eine herrliche Kameradschaft. […] Überhaupt habe ich Respekt bekommen vor den amerikanischen Mädels. Ohne große fliegerische Erfahrungen, einige nur nach wenigen Alleinflügen, standen zwanzig startbereit.“

Rasche war insbesondere davon beeindruckt, wie die Pilotinnen „wie ein Mann“ gegen das Organisationskomitee zusammenstanden, als über die Zwischenlandungen auf der Rennstrecke beschlossen wurde. Die Organisatoren wollten in den Städten zwischenlanden lassen, die ihnen für diese „Werbung“ am meisten Geld boten, die Fliegerinnen jedoch in jenen mit den besten Flugplätzen. Obwohl die Organisatoren mit der Disqualifikation drohten, streikten die Pilotinnen geschlossen und konnten sich so durchsetzen.
Der Start des Rennens verlief schlecht für Rasche. Bereits während der ersten Etappe hatte sie Motorenprobleme und musste notlanden, bevor sie das Etappenziel Calexico erreichte. Bei der Notlandung auf einer Wiese brach das Fahrgestell und Rasche musste acht Stunden auf einen Ersatz warten. Als sie in Yuma, dem zweiten Etappenziel, ankam, erfuhr sie, dass Marvel Crosson abgestürzt und dabei gestorben war. Auf der weiteren Rennstrecke musste Rasche einmal wegen eines Sandsturms umkehren; sie litt zudem unter Ruhr. Trotz der Widrigkeiten konnte sie den Anschluss an das Feld behalten, gegen Ende des Rennens überwogen Rasches fliegerische Fähigkeiten bei weitem den technischen Nachteil ihrer schwachen Maschine:

„Zu spaßig hat es oft ausgesehen, wenn die großen und schnellen Maschinen mit ihren 200 PS sich an meine kleine Kiste anhängten, wenn sie den Weg verloren hatten und nun im Zickzackflug und großen Bögen um meine Maschine herumkurvten, um mit mir Schritt halten zu können.“

Die gute Kameradschaft unter den Teilnehmerinnen des Rennens, aber auch die Probleme, auf die sie als weibliche Piloten stießen, führten dazu, dass sie unmittelbar nach dem Rennen den Klub der Neunundneunzig gründeten, bei dem Thea Rasche als erste Ausländerin Mitglied wurde.
Zurück in New York war Rasches Enthusiasmus schnell verflogen. Ihren für den Herbst 1929 geplanten Südamerikaflug musste sie wegen erneuter Geldprobleme absagen: Ihr Hauptsponsor American Aeronautic Corp. wollte keinen „deutschen Propagandaflug“ unterstützen und verlangte von ihr, die amerikanische Staatsbürgerschaft anzunehmen. Da sie dies nicht wollte, zog sich die Firma aus dem Geschäft zurück.

### Nach 1930: Zurück auf dem Boden
Rasche kehrte im November 1929 nach Deutschland zurück, um hier finanzielle Unterstützung für ihren Südamerikaflug zu finden. Trotz ehrenvollem Empfang in ihrer Heimatstadt Essen schien die Zeit dafür nicht reif. Um eine Maschine für die erste Deutsche Kunstflugmeisterschaft für Damen zu erhalten, unterschrieb sie schließlich einen Vertrag für Reklameflüge für die Firma Pfeilring, obwohl ihr diese Art Flüge zutiefst zuwider war. Als sie ihre BFW M23 der Bayrischen Flugzeugwerke abholen wollte, funktionierte deren Motor nicht richtig und sie musste vom Boden aus zusehen, wie Elly Beinhorn, Marga von Etzdorf, Liesel Bach, Vera von Bissing und Melitta Schiller um die Wette flogen. Trotz aller Anstrengungen musste sie, während Beinhorn und von Etzdorf zu ihren spektakulären Langstreckenflügen aufbrachen, über deutschem Himmel Kunstflugfiguren und Reklameschleifen absolvieren.
Wegen technischer Probleme geriet Thea Rasche immer mehr in finanzielle Engpässe. Die Reklameflüge warfen nicht genügend ab, um Lebensunterhalt, Ersatzteile und die Raten für das Flugzeug zu bezahlen. Im Frühjahr 1933 musste sie schließlich ihr Flugzeug verkaufen, um die Ratenzahlungen begleichen zu können. Aber auch das reichte nicht aus und „zähneknirschend“ bat sie schließlich ihren Vater um das Geld, um die restlichen Raten zu bezahlen. Er tat dies nur unter der Bedingung, dass sie ihm versprach, nie mehr zu fliegen. Sie fand stattdessen eine Stelle als Journalistin bei der Deutschen Flugillustrierten. Die Arbeit, und insbesondere der enge Kontakt mit vielen Persönlichkeiten aus der Luftfahrt und der Sportfliegerei, gefielen ihr wider Erwarten sehr gut.
Zum 1. Mai 1933 trat Thea Rasche der NSDAP bei (Mitgliedsnummer 3.136.767).
Zum 100-Jahr-Jubiläum des australischen Bundesstaates Victoria und der Stadt Melbourne im Jahr 1934 wollten die bekanntesten und wagemutigsten Flieger dieser Zeit ein „Internationales Flugzeugrennen für den Frieden“ (das so genannte MacRobertson Luftrennen) von England nach Australien organisieren. Da Thea Rasche kein Geld für ein eigenes Flugzeug hatte und sie erfuhr, dass die niederländische KLM mehrere Maschinen ins Rennen schickte, nutzte sie ihre neuen Kontakte, um wenigstens einen Platz als Passagierin in deren Douglas DC-2 namens Uiver zu bekommen.
Rasche war begeistert über das Rennen, denn ein weltumspannendes Flugrennen für den Frieden war einer ihrer langjährigen Träume. Von jeder Zwischenlandung der Uiver aus schickte sie Berichte und Artikel an Zeitungen und Zeitschriften in ganz Europa und Übersee und wurde so zur einzigen Reporterin, die das Rennen aus unmittelbarer Anschauung miterlebte. Zudem war sie begeistert vom Reisekomfort in der DC-2, der Bedienung durch einen richtigen Koch und von der Professionalität der Besatzung. Es waren unter anderem diese Reportagen, die zum großen Aufschwung der zivilen Luftfahrt und insbesondere der Douglas Aircraft Company beitrugen.
Nach der Landung in Melbourne, wo Rasche als einzige Frau, die das Ziel erreichte, so begeistert empfangen wurde, als hätte sie die DC-2 selber geflogen, flog sie weiter in die USA. Bei ihrer Ankunft in Los Angeles wurde sie ebenfalls mit Jubel empfangen – immerhin war die Uiver ein amerikanisches Flugzeug. Rasche erhielt zahlreiche Einladungen, Vorträge zu halten und ihre Fotos des Rennens zu präsentieren. Zudem wurde sie zum Ehrenmitglied der Women’s International Association of Aeronautics gekürt und von Eleanor Roosevelt ins Weiße Haus eingeladen. Sie traf auch Amelia Earhart, die ihr im Namen des Clubs der Neunundneunzig einen Pokal mit der Inschrift Wings around the world for peace – won by Thea Rasche, 1934 überreichte.
Von Washington DC reiste sie nach New York, um dort die deutsche Rekordfliegerin Elly Beinhorn zu empfangen und gemeinsam mit ihr den Dampfer nach Deutschland zu nehmen. Kaum in Deutschland angekommen, erfuhr sie vom Tod ihres Vaters. Ihre Finanzprobleme hatten nun ein Ende und weil er das Geld, das er ihr geliehen hatte, pfenniggenau von ihrem Erbe abgezogen hatte, fühlte sie sich nicht mehr an ihr Versprechen, nicht mehr zu fliegen, gebunden. Sie machte ihren Segelflugschein und arbeitete weiter als Journalistin. Ab 1935 war Rasche als freie Journalistin und Buchautorin tätig, verdiente aber teilweise sehr wenig Geld, 1940 sogar überhaupt nichts.
1947 wurde Thea Rasche entnazifiziert und als nominelles Mitglied der NSDAP eingestuft, sie habe sich nicht mit deren Zielen identifiziert.
Nach dem Zweiten Weltkrieg lebte sie noch einige Jahre in den USA. Später kehrte sie in ihre Heimatstadt Essen zurück und lebte dort bis zu ihrem Tode im Jahre 1971. Rasche lebte dort in einer kleinen Wohnung zuletzt von Sozialhilfe. Das Grab der Familie Rasche auf dem Friedhof in Essen-Bredeney, wo auch Thea Rasche beigesetzt ist, wurde am 23. April 2008 durch Beschluss des Rates der Stadt Essen in ein Ehrengrab umgewandelt. So ist die Ruhestätte erhalten geblieben.
Im Konversionsgebiet Gateway Gardens nahe dem Flughafen Frankfurt Main, in einem neuen Wohngebiet nahe dem ehemaligen Flugplatz Berlin-Gatow sowie in Sindelfingen und Freudenstadt sind Straßen nach ihr benannt.

## Werke
- Start in Amerika – erschienen 1928 im Verlag Wilhelm Kolk, Berlin
- Und über uns die Fliegerei. – autobiografische Notizen und Flugberichte, erschienen 1940 im Schützen-Verlag, Berlin